# Arbešské knížectví
Arbešské nebo Arbërešské knížectví (albánsky Principata e Arbërit, Arbër, Arbëria, řecky Ἄρβανον, latinsky Arbanum), také Albánské knížectví (latinsky Principatum Albaniae) neboli Álbanon (řecky Ἄλβανον), byl státní útvar na území dnešní Albánie, který se nacházel v oblasti Arbanonu (albánsky Arbëri), jehož střediskem bylo město Kruja. Stát vznikl na konci 12. století a zanikl v polovině 13. století.

## Historie

### Demetriova éra

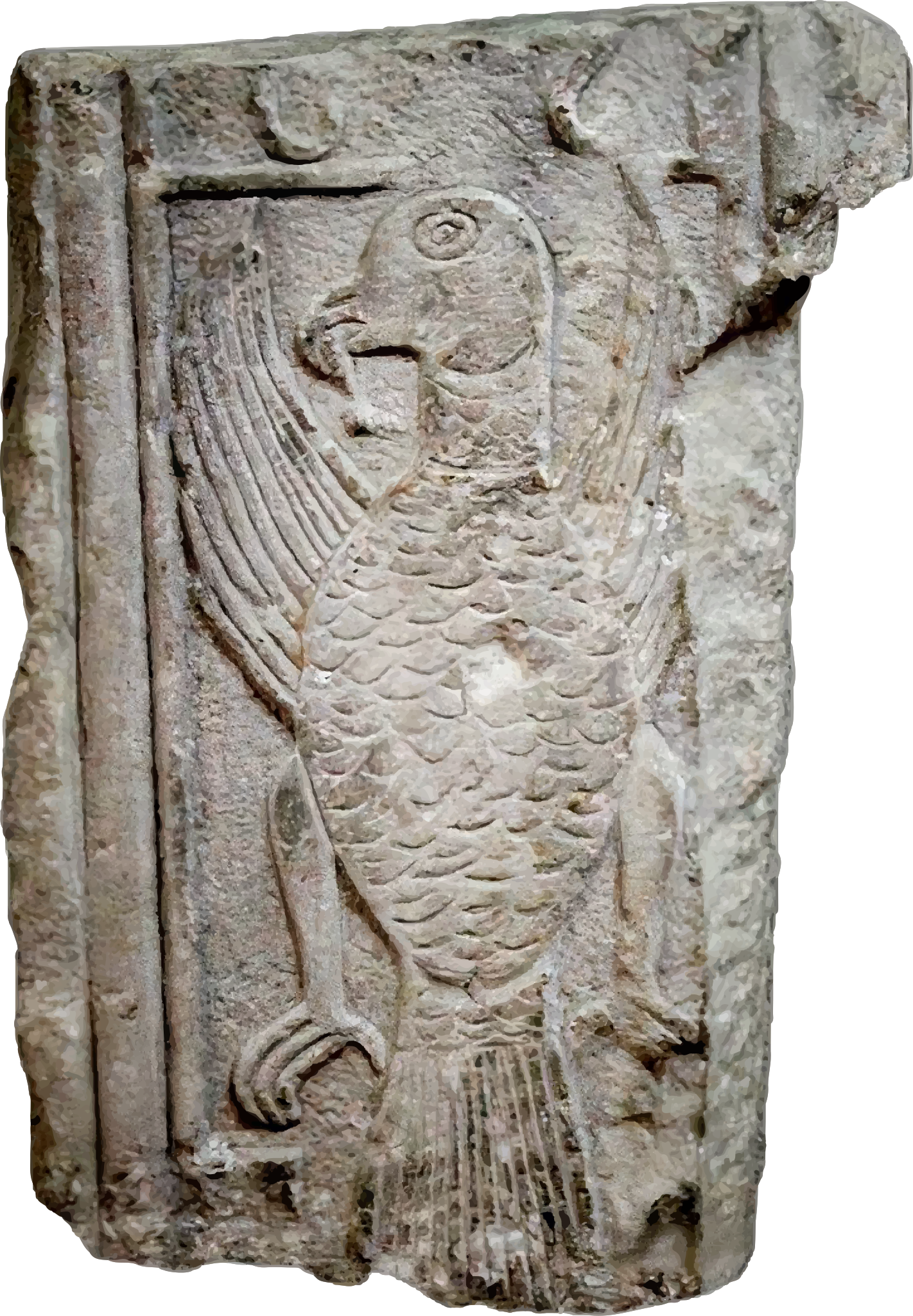
Znak knížectví

Podle dostupných písemných pramenů byl prvním vládcem archont Progon (1190–1198), člen místního rodu Skurra, který dosáhl autonomie ve vztahu k rozpadající se Byzantské říši. Progonův starší syn Ginus knížectví spravoval v letech 1198–1206, kdy se dělba území rozpadlé Byzance stala předmětem sporů mezi jejími dobyvateli. Podle předběžné smlouvy mezi křižáckými vítězi nad Byzancí nazvané Partitio terrarum Imperii Romaniae (dělení území římské říše) bylo knížectví zahrnuto do dyrrhachijské a arbanonské provincie, která měla být začleněna do dyrrhachijského věvodství podřízeného Benátkám. Ginus ani jeho nástupce bratr Demetrios Progoni, který vládl v letech 1206–1216 se Benátské republice nepodřídili a jejímu tlaku čelili spojenectvím s římskou kurií, panovníky okolních států a s konkurenty Benátek. Demetrios se oženil s dcerou srbského panovníka Štěpána I., která byla po své matce Eudokii vnučkou byzantského císaře Alexia III. Angela. Tím navázal přátelské vztahy nejen se srbským vladařem, ale i s Michalem I. Angelem, zakladatelem a vládcem jednoho z nejvýznamnějších nástupnických států Byzance epirského despotátu. Při jednáních s papežem Inocencem III. projevil zájem přestoupit na římské katolictví a byl jím titulován jako princeps (kníže) nebo iudex (soudce). Vlivu Benátek se Demetrios snažil čelit také Obchodní smlouvou s Dubrovníkem z roku 1208, kdy tomuto konkurentu Benátské republiky poskytl rozsáhlá obchodní privilegia na svém území. Po Demetriově smrti se Arbešské knížectví stalo plně závislým na epeirském despotátu, neboť Demetrios neměl žádného dědice a vláda přešla na manželku Komnenu. Sňatek s Gregoriem Kamonem učinil z Gregoria nového arbešského vládce a posílily se vazby se Srbskem.

### Vláda Gregorije Komona a zánik knížectví
Dcera vzešlá ze sňatku Gregoria a Komneny byla provdána za epirského despotu Theodora Komnena Dukase. V následné válce nástupnických států zaniklé Byzance usilujících o její obnovu bylo knížectví anektováno Nikájským císařstvím. Tuto skutečnost nezvrátilo ani poměrně úspěšné arbešské povstání v roce 1257 a poté znovu iniciované albánskou šlechtou v Durrës roku 1260, které trvalo deset let, někdejší knížectví se stalo minulostí.